# 월극

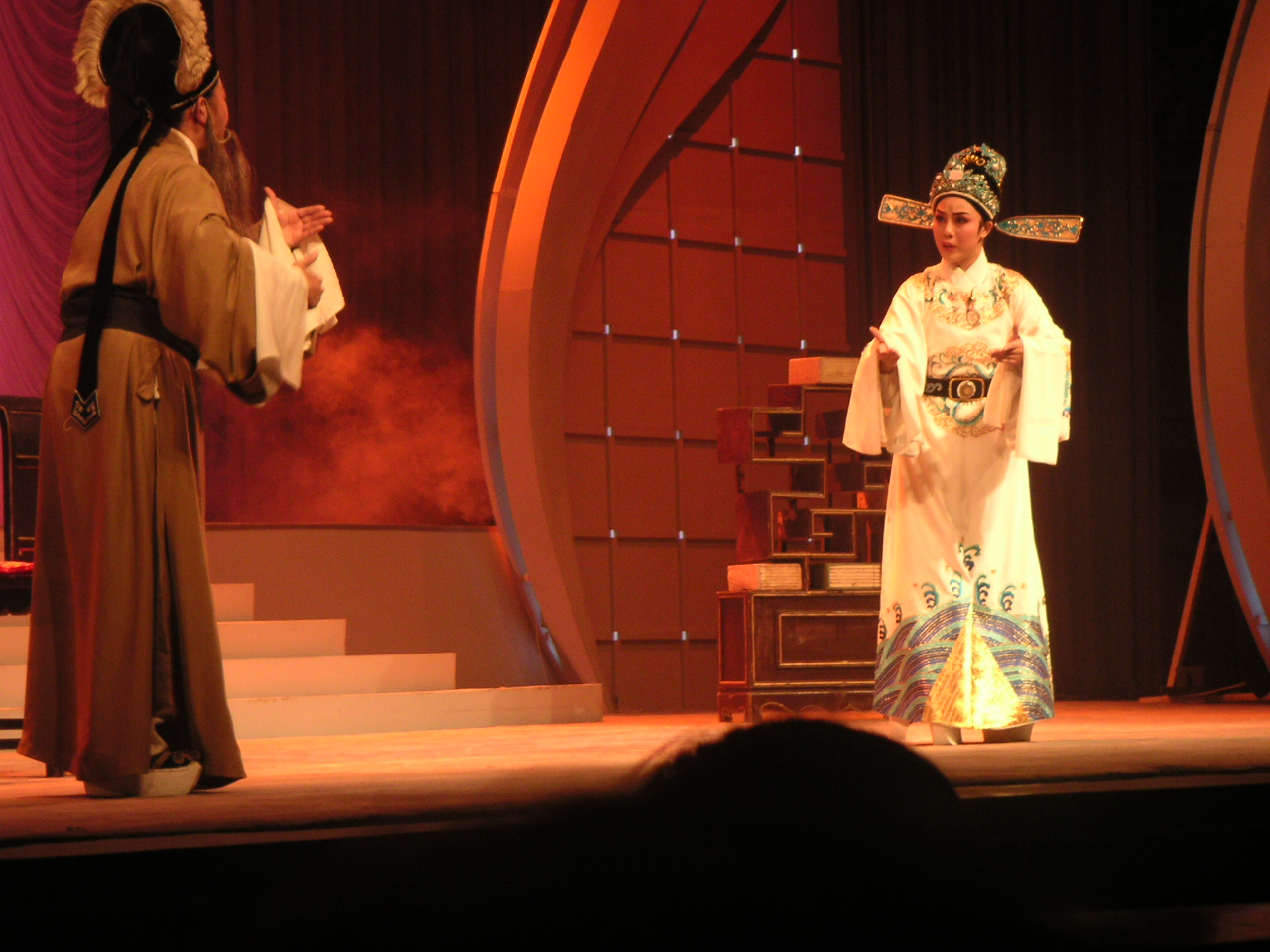
월극을 연기하고 있는 배우들

월극(중국어 간체자: 越剧, 정체자: 越劇, 병음: Yuèjù)은 중국 강남 지방에서 유행되고 있는 지방극이다.

## 개요
월극은 중국 남부의 절강성 농촌에서 기원되었다. 월극은 경극, 곤극, 천극과 더불어 4대 전통극 중 그 전통이 가장 짧아 2006년 100주년 행사를 벌였다. 
기존의 전통극이 남성 배우들의 전용 출연의 벽을 깨고, 1920년 경 상하이에 입성하여 서구 연극과 영화 등의 장르적 특성을 수입해 월극화시켰다. 여성 배우들을 출연시켜 섬세한 감정 처리에서도 두각을 보였다.

## 작품
특히 1950년대 선보인 중국판 로미오와 줄리엣인 양축(양산백과 축영대)이 월극의 명성을 더욱 높인 계기가 되었다.
- 홍루몽(紅樓夢)
- 양산백과 축영대(梁山伯與祝英台)
- 서상기(西厢記)